# Andrij Czikało
Andrij Bohdanowycz Czikało (ukr. Андрій Богданович Чікало, ros. Андрей Богданович Чикало, Andriej Bogdanowicz Czikało; ur. 21 stycznia 1964 we Lwowie, Ukraińska SRR, zm. 4 lutego 2008 w USA) – ukraiński piłkarz, grający na pozycji obrońcy.

## Kariera piłkarska

### Kariera klubowa
Wychowanek Szkoły Piłkarskiej SKA Lwów. Karierę piłkarską rozpoczął w miejscowej drużynie amatorskiej Polituczyłyszcze Lwów, skąd w 1988 przeniósł się do Prykarpattia Iwano-Frankowsk. W sierpniu 1989 przeszedł do lwowskich Karpat, w barwach którego w 1992 zadebiutował w Wyższej lidze Ukrainy. W sezonie 1992/93 bronił barw Skały Stryj. Potem występował w FK Lwów, w którym w 1996 zakończył karierę piłkarską.

## Kariera trenerska
Po zakończeniu kariery sportowej trenował dzieci w klubie Rawa Rawa Ruska. Mając 44 lata po ciężkiej chorobie zmarł 4 lutego 2008 w USA.

## Sukcesy

### Sukcesy klubowe
- mistrz Wtoroj Ligi ZSRR: 1991
- brązowy medalista Wtoroj Ligi ZSRR: 1989, 1990